# Thomas Sättele
Thomas Sättele (* 7. März 1808 in Wollmatingen; † 29. April 1880 ebenda) war ein badischer Lehrer, Bürgermeister und Freiheitskämpfer im Rahmen der Badischen Revolution von 1848.

## Leben
Sättele, ursprünglich Lehrer, wie sein Vater, wurde mit 33 Jahren Ratschreiber in der knapp 2000-Seelengemeinde Wollmatingen unweit von Konstanz am Bodensee. 1845 wurde er Bürgermeister. Als Friedrich Hecker mit seinen Ideen für eine Republik im Frankfurter Vorparlament scheiterte, suchte er den Kampf. Thomas Sättele warb für ihn 50 Freiwillige, darüber warb er in den umliegenden Gemeinden. In Bürgermeisterversammlungen warb er für die Demokratie und kritisierte in Konstanz die Zurückhaltung des dortigen Stadtrats. Widerstand erfuhr er von seiner Frau. Sie war mit dem 6. Kind schwanger und wollte nicht, dass er in den Krieg zieht. Als sie ihm das Schwert versteckte, holt sich Sättele das Schwert der Paulus-Figur aus der Kirche. Sein Allensbacher Kollege kam dem Wunsch Sätteles nach und schickte bewaffnete Bauern nach Hegne. Dort trafen sie sich mit Thomas Sättele und zogen unter seiner Führung am 17. April 1848 zur Kundgebung nach Konstanz.
Am 6. Mai 1848 wurde Sättele vorübergehend wegen Aufhetzung von Bürgern und Ausstattung mit Waffen verhaftet.  Er blieb aber noch im Amt. Am 20. Juni bewilligte der Gemeinderat unter Vorsitz von Thomas Sättele noch nachträglichen Sold, die nächste Sitzung am 21. Oktober leitete Bürgermeister Stadelhofer. Thomas
Sättele wurde wohl aufgrund der allgemeinen Seekreis-Verordnung vom 14. Juli 1849 endgültig suspendiert, wie alle des Hochverrats Verdächtigen. Erst 1869 durfte er mit Genehmigung des Bezirksamtes wieder der Wahl seiner Mitbürger zum Bürgermeister nachgeben. Er amtierte bis 1877 und starb 1880.

## Rezeption
Die Landeszentrale für politische Bildung Baden-Württemberg widmete ihm 1998/99 eine Erinnerungstafel an der St.-Martinskirche im Rahmen der Aktion Wege der Revolutionäre. Wollmatingen benannte 1995 eine Straße nach ihm.